# Kranebet
(Slogan storico dell'azienda.)
Kranebet è un distillato di ginepro prodotto dalla Rossi d'Asiago.
Il liquore è cristallino, dal gusto secco e viene ottenuto dalla distillazione di bacche di ginepro, genziana ed altre erbe alpine. La gradazione alcoolica è di 40% vol.

Il nome Kranebet deriva dal Cimbro "Kraneweta", letteralmente "grani amari", antichissimo nome tedesco del ginepro.
Le bacche del ginepro impiegano due anni per maturare, hanno consistenza carnosa, sono verdastre, grosse poco meno di un pisello e nel tardo autunno diventano blu cupo: a questo punto vengono raccolte ed essiccate al sole. Di buon odore resinoso, contengono diversi oli essenziali soprattutto pinene e ternipolo, zucchero, vitamina c e gallotannini.

Molte sono le ricette fitoterapiche che utilizzano le bacche di ginepro viste le loro proprietà: toniche, astringenti, diaforetiche, antisettiche ed in particolar modo diuretiche.
Il particolare aroma della bacca di ginepro si è rilevato ideale anche nella preparazione di bevande alcoliche per questo motivo è la materia prima dalla cui distillazione si ricava il particolare distillato che dal 1929 è l'emblema storico dei liquori della Rossi D'Asiago, la "distilleria più alta d'Europa".
Totalmente naturale, privo di coloranti e aromatizzanti viene consumato come digestivo e può essere bevuto liscio, con ghiaccio o usato come base per cocktail e long drink.
Kranebet è utilizzato anche in cucina per aromatizzare stufati e arrosti di selvaggina.